# Joeri Ljapkin
Dit overzicht is mogelijk incompleet; u kunt helpen door het uit te breiden.
Joeri Jevgenjevitsj Ljapkin (Russisch: Юрий Евгеньевич Ляпкин) (Balasjicha, 21 januari 1945) was een Sovjet-Russisch ijshockeyer. 
Ljapkin won tijdens de Olympische Winterspelen 1976 de gouden medaille.
In totaal werd Ljapkin viermaal wereldkampioen.